# Neoboletus
Neoboletus is een geslacht van schimmels behorend tot de familie Boletaceae. De typesoort is Neoboletus luridiformis.

## Soorten
Volgens Index Fungorum bevat het geslacht 18 soorten (peildatum december 2021):
| Soortnaam                                     | Auteur(s)                                                        | Publicatiejaar |
| --------------------------------------------- | ---------------------------------------------------------------- | -------------- |
| Neoboletus antillanus                         | Angelini, Gelardi, Costanzo & Vizzini,                           | 2019           |
| Neoboletus erythropus                         | (Pers.) C. Hahn                                                  | 2015           |
| Neoboletus ferrugineus                        | (G. Wu, Fang Li & Zhu L. Yang) N.K. Zeng, H. Chai & Zhi Q. Liang | 2019           |
| Neoboletus flavidus                           | (G. Wu & Zhu L. Yang) N.K. Zeng, H. Chai & Zhi Q. Liang          | 2019           |
| Neoboletus flavosanguineus                    | (Lavorato & Simonini) Biketova, Wasser, Simonini & Gelardi       | 2021           |
| Neoboletus hainanensis                        | (T.H. Li & M. Zang) N.K. Zeng, H. Chai & Zhi Q. Liang            | 2019           |
| Neoboletus immutatus                          | (Pegler & A.E. Hills) Blanco-Dios                                | 2018           |
| Neoboletus infuscatus                         | N.K. Zeng, S. Jiang & Zhi Q. Liang                               | 2021           |
| Neoboletus luridiformis (Gewone heksenboleet) | (Rostk.) Gelardi, Simonini & Vizzini                             | 2014           |
| Neoboletus multipunctatus                     | N.K. Zeng, H. Chai & S. Jiang                                    | 2019           |
| Neoboletus obscureumbrinus                    | (Hongo) N.K. Zeng, H. Chai & Zhi Q. Liang                        | 2019           |
| Neoboletus praestigiator                      | (R. Schulz) Svetash., Gelardi, Simonini & Vizzini                | 2016           |
| Neoboletus rubriporus                         | (G. Wu & Zhu L. Yang) N.K. Zeng, H. Chai & Zhi Q. Liang          | 2019           |
| Neoboletus sanguineoides                      | (G. Wu & Zhu L. Yang) N.K. Zeng, H. Chai & Zhi Q. Liang          | 2019           |
| Neoboletus sanguineus                         | (G. Wu & Zhu L. Yang) N.K. Zeng, H. Chai & Zhi Q. Liang          | 2019           |
| Neoboletus sinensis                           | (T.H. Li & M. Zang) Gelardi, Simonini & Vizzini                  | 2014           |
| Neoboletus tomentulosus                       | (M. Zang, W.P. Liu & M.R. Hu) N.K. Zeng, H. Chai & Zhi Q. Liang  | 2019           |
| Neoboletus xanthopus                          | (Klofac & A. Urb.) Klofac & A. Urb.                              | 2014           |